# Raymond de Marcenat

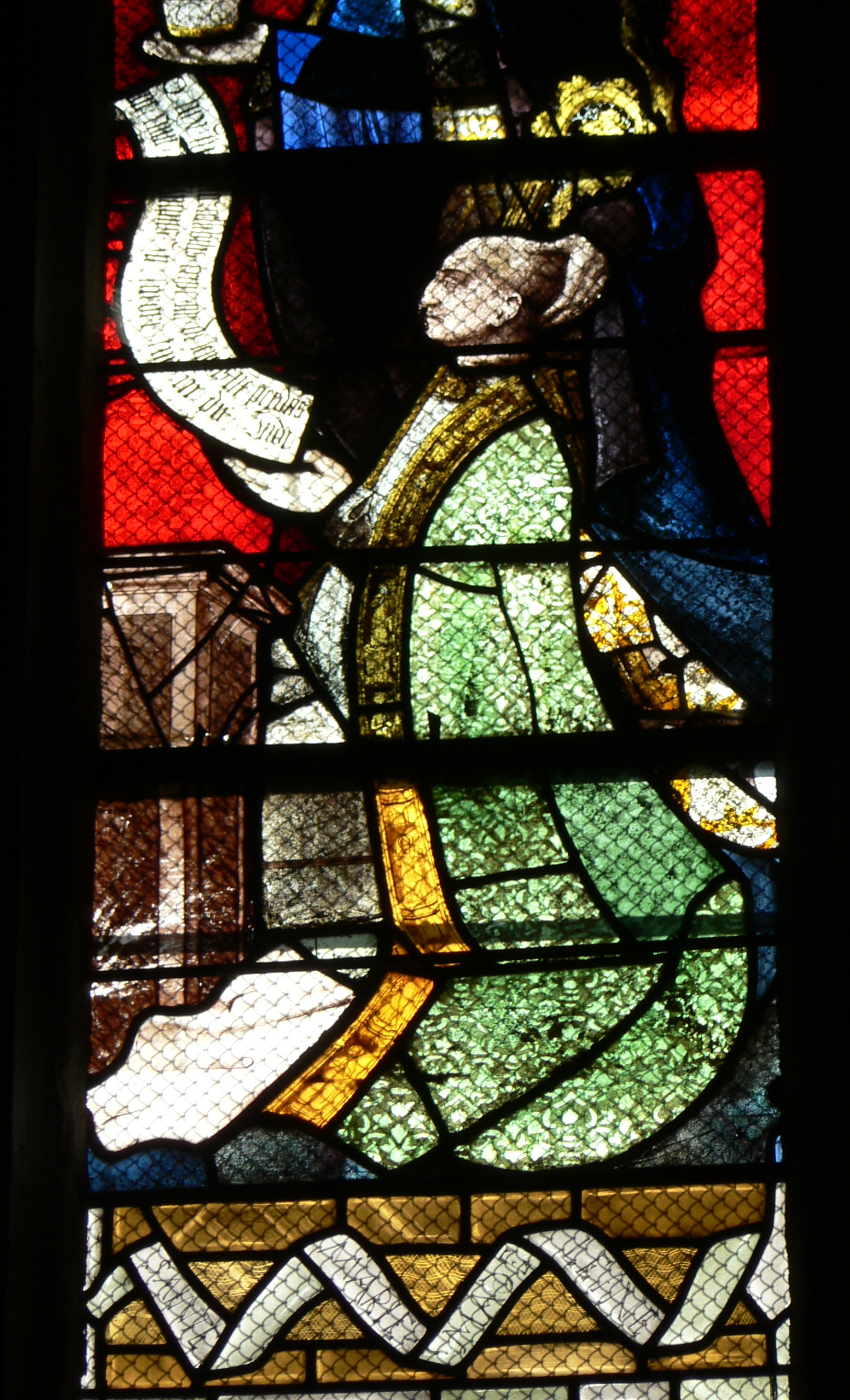
L'abbé Raymond de Marcenat s'est fait représenter sur un vitrail du chœur de l'abbatiale de Mozac

Raymond de Marcenat (ou encore Raimond de Marcenac ; en latin : Raimundus de Marcenac) est le 33e abbé de Mozac, de 1458 à 1475.
Le pape Pie II soutint l'abbé, rebelle à l'autorité de Cluny dont l'abbaye de Mozac dépendait depuis 1095.
À sa mort, son neveu, Jean III de Marcenat, fut élu par les moines pour le remplacer.

## Origines
Comme son nom l'indique, lui-même ou sa famille était originaire du village de Marcenat en Haute-Auvergne.
Certains historiens signalent de manière erronée qu'il « appartenait à une petite famille qui tirait son nom de la terre de Marcenat, près de Volvic, qu’il ne faut pas confondre avec une autre famille de ce nom, originaire de Haute-Auvergne ». En effet, sur le territoire actuel de la commune de Volvic (qui était à l'époque une dépendance de l'abbaye de Mozac), un village s'appelle « Moulet-Marcenat ». Il est possible qu'au contraire ce village ait pris son nom à la suite d'une fondation de l'abbé de Mozac.

## Carrière monastique
On ignore sa date de naissance, ni celle de son entrée dans les ordres. Avant 1433, il était prieur claustral de l'abbaye de Saint-Alyre de Clermont. De 1433 à 1458, il était prieur du prieuré de Saint-Laumer de Moissat, dépendant de l'abbaye Saint-Laumer de Blois. Puis, il remplace l'abbé Louis de Banson, démissionnaire, à Mozac. La date de son décès est elle aussi inconnue ; il ne semble pas avoir résigné sa charge. On peut estimer qu'il a disparu vers 1475. En effet, on retrouve son neveu, Jean III de Marcenat, à la tête de l'abbaye de Mozac, en 1477.

## Travaux sur l'abbaye de Mozac

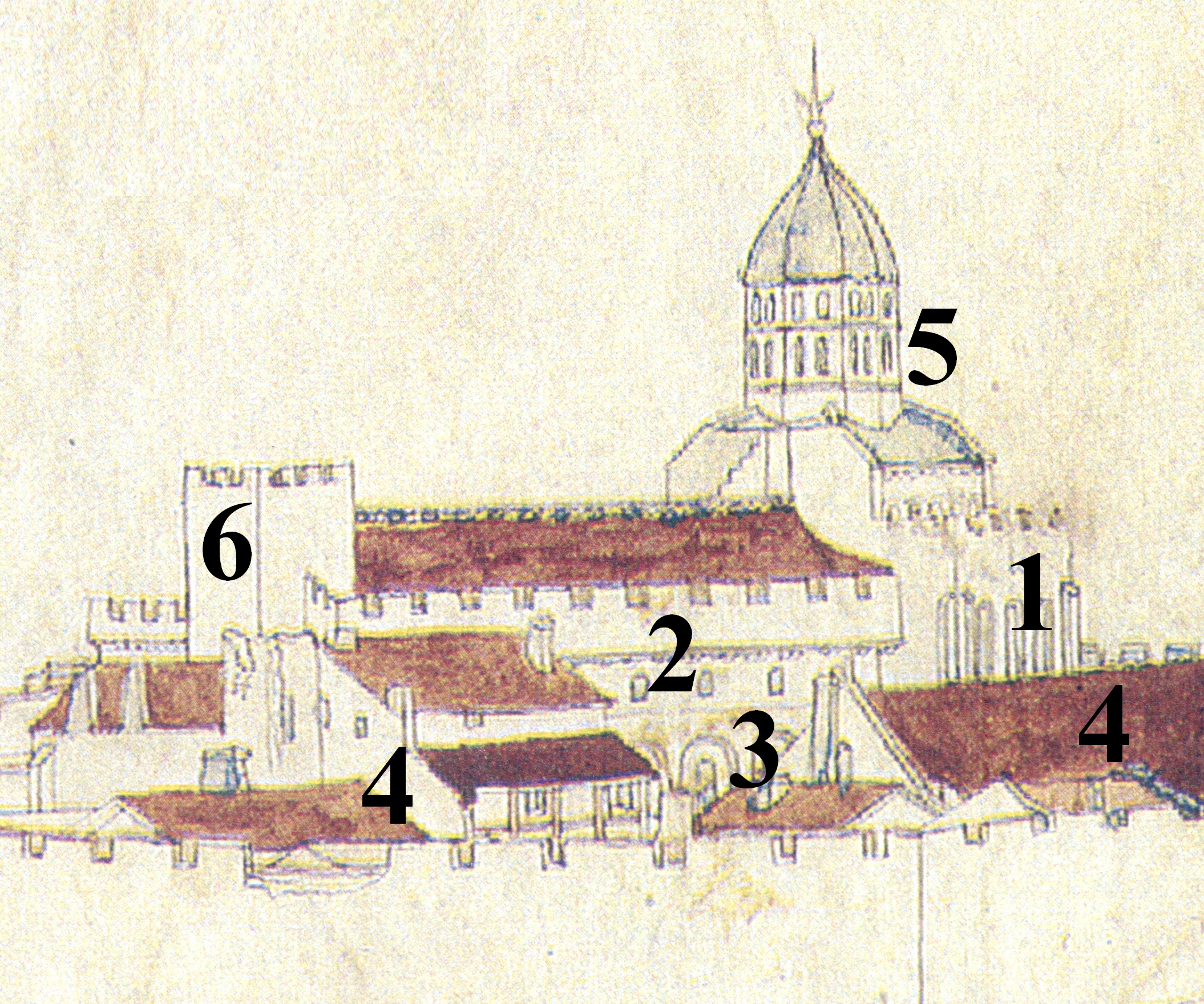
L'abbatiale romane fortifiée Saint-Pierre de Mozac avant les restaurations entreprises par l'abbé Raymond de Marcenat (Extrait du dessin de Guillaume Revel vers 1450)

Il restaura le monastère qui venait de subir une série de tremblements de terre. Il reconstruit en style gothique, avec l'utilisation nouvelle de la pierre de Volvic, les parties romanes écroulées, notamment le chœur, le transept (1), le bas-côté sud (2), le cloître (3) et les bâtiments conventuels (4). Comme le grand clocher octogonal (5) au-dessus de la croisée du transept disparut, il fit démonter le sommet crénelé de la tour-porche occidentale (6) pour la transformer en clocher gothique.
Les parties romanes qui restent debout sont la nef centrale, le bas-côté nord et les bases du transept. La tour-porche occidentale carolingienne devient le nouveau clocher. La crypte préromane, comblée par l'effondrement du chœur, est abandonnée ; elle ne sera dégagée qu'en 1849 par l'architecte diocésain Aymon Mallay.
- Parties restaurées sous l'abbatiat de Marcenat :

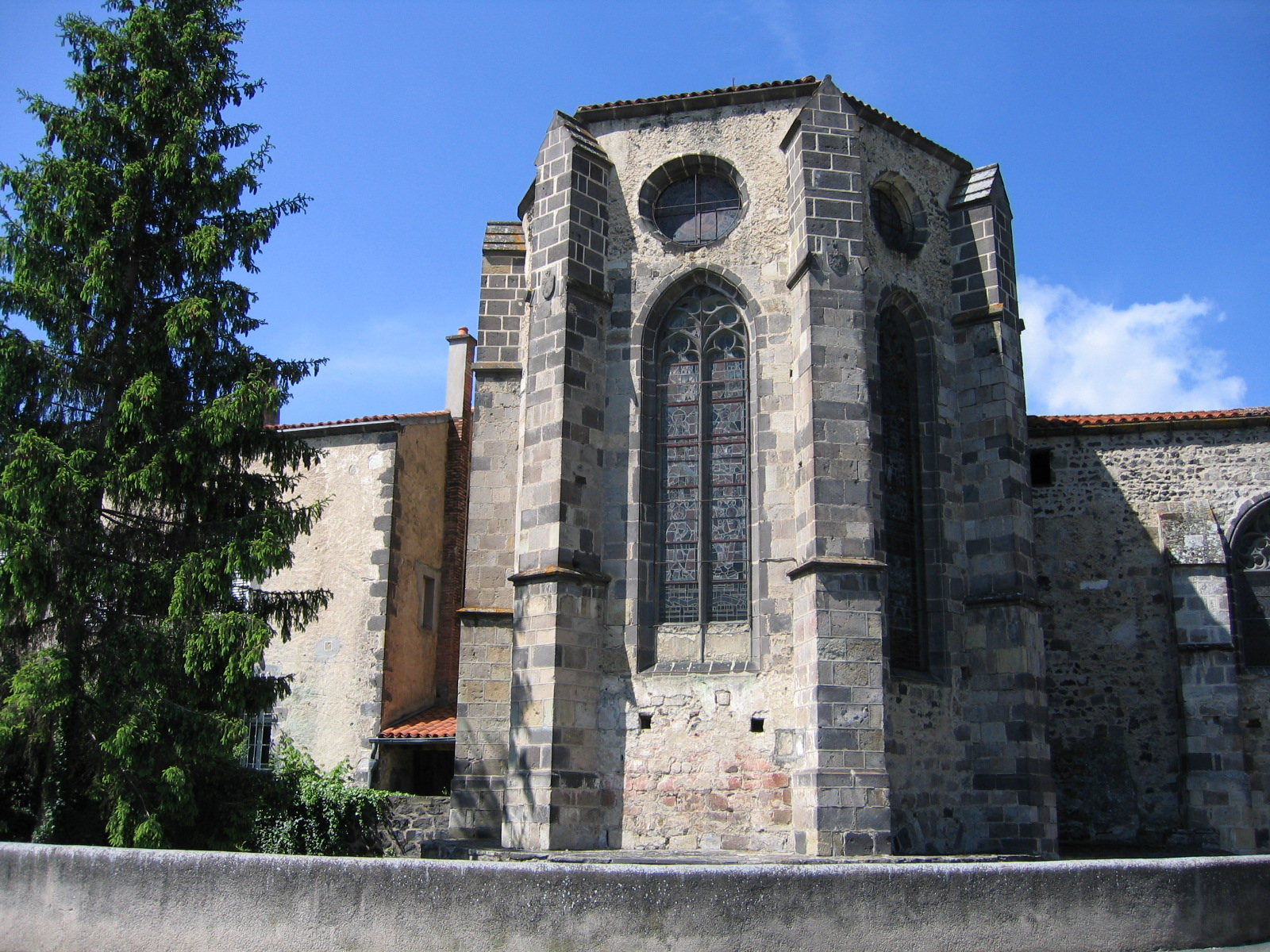
Chœur gothique édifié sur la crypte préromane. Il est sans déambulatoire contrairement à l'ancien chœur roman.
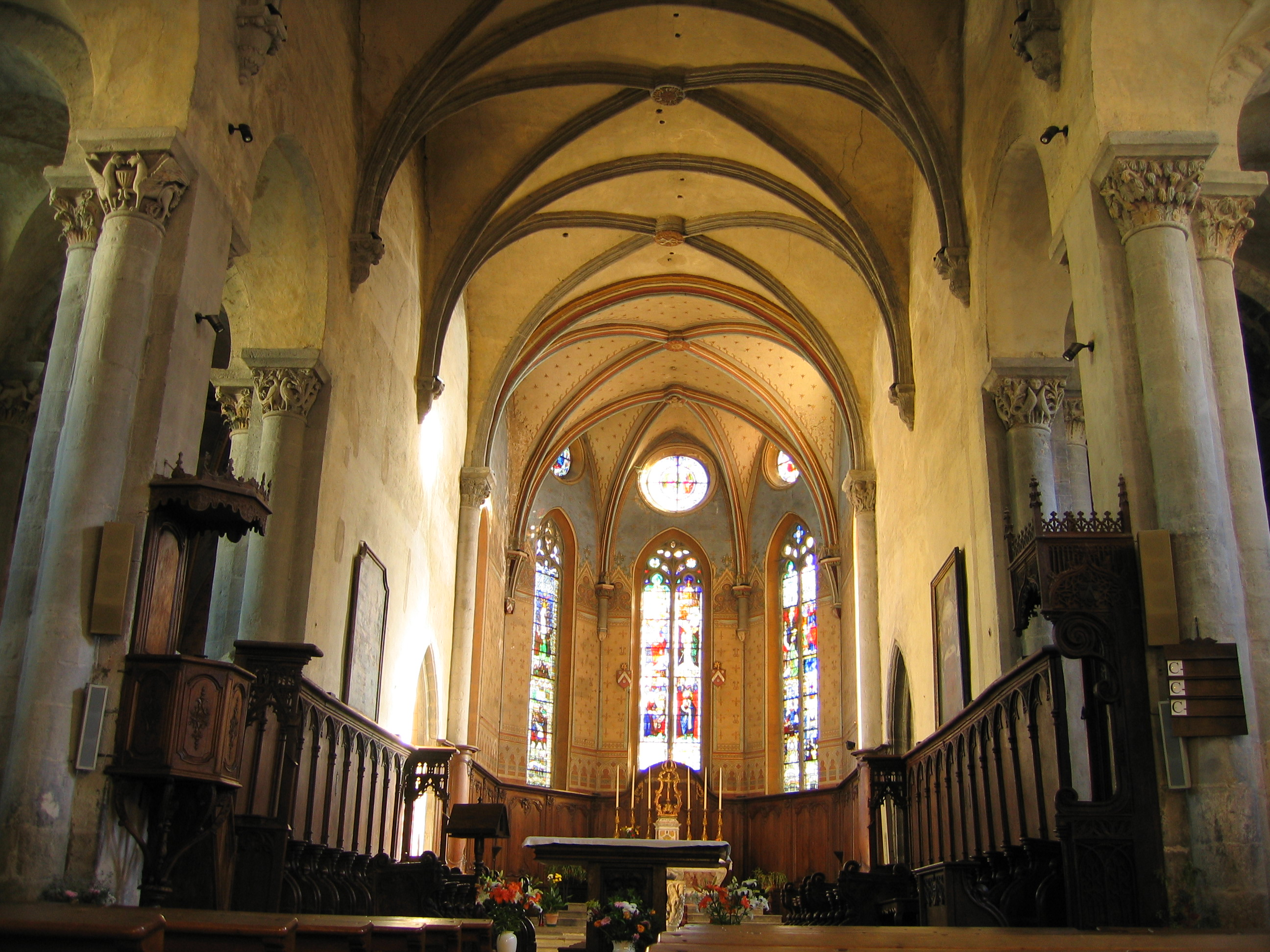
Vue intérieure de l'église : le chœur gothique remplace le chevet roman ; la nef romane avec ses chapiteaux subsiste.
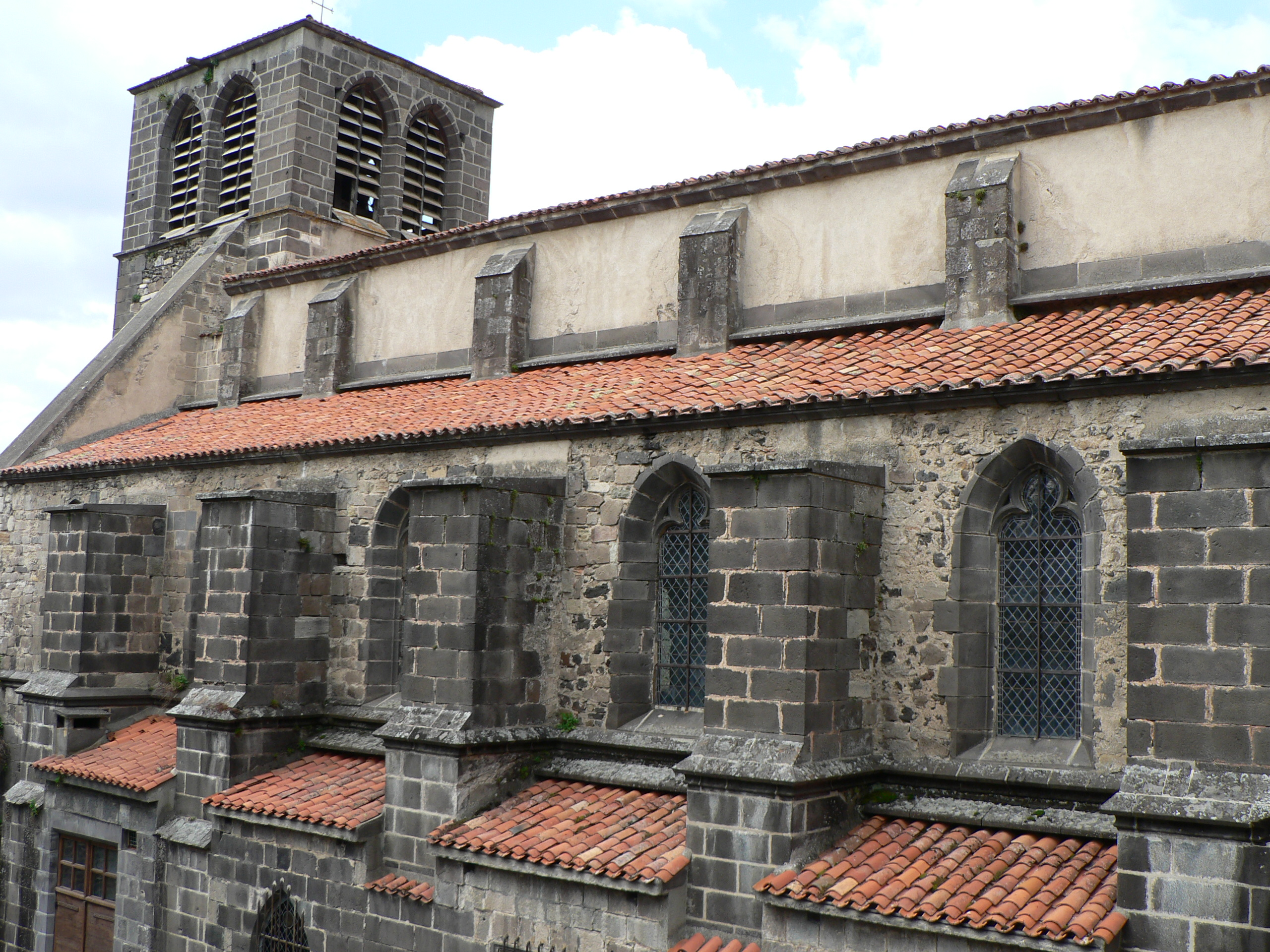
Bas-côté sud (2) et clocher (6)
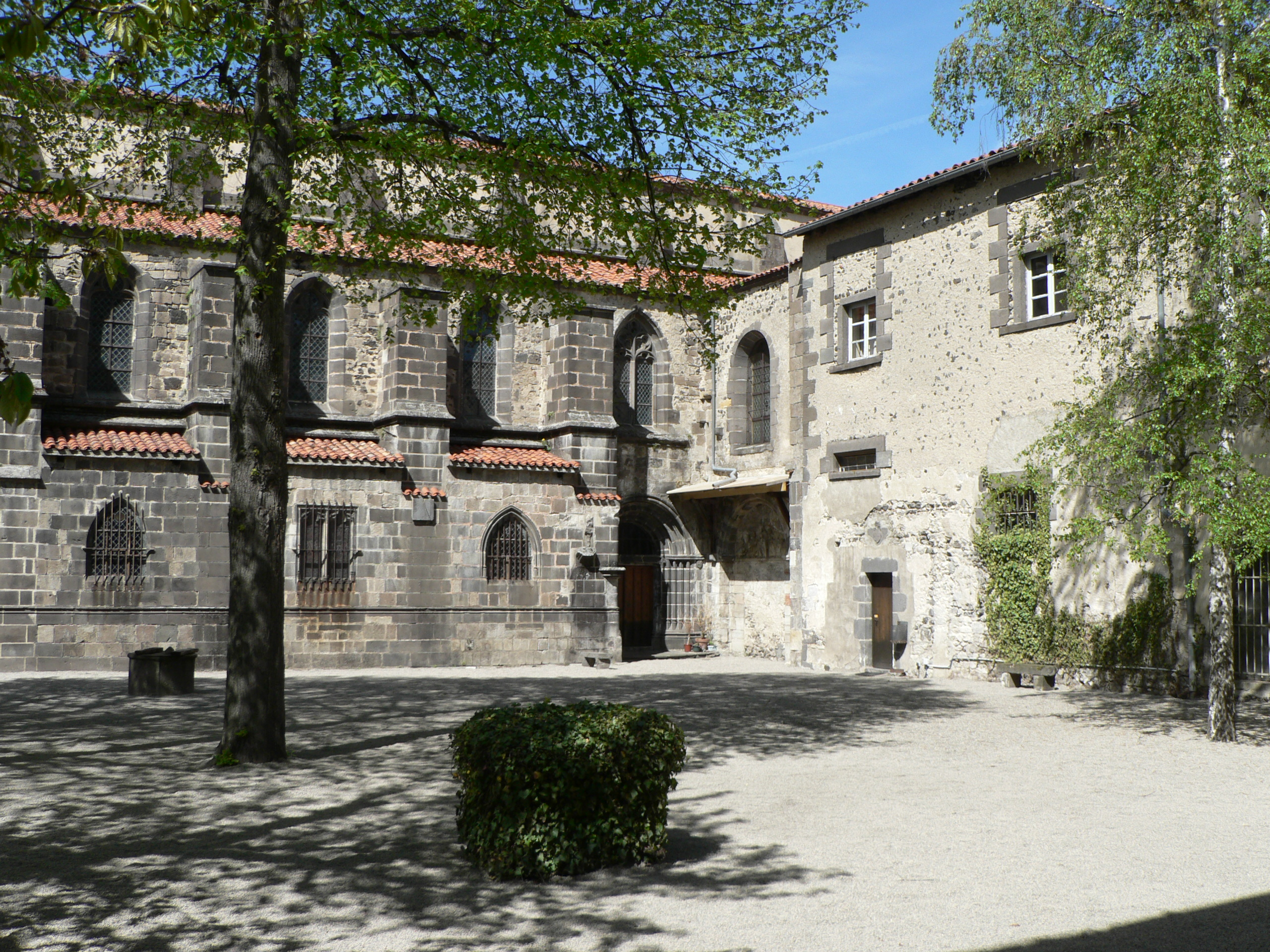
Les galeries gothiques, qui remplacèrent le cloître roman, ont été démontées après la Révolution (3)
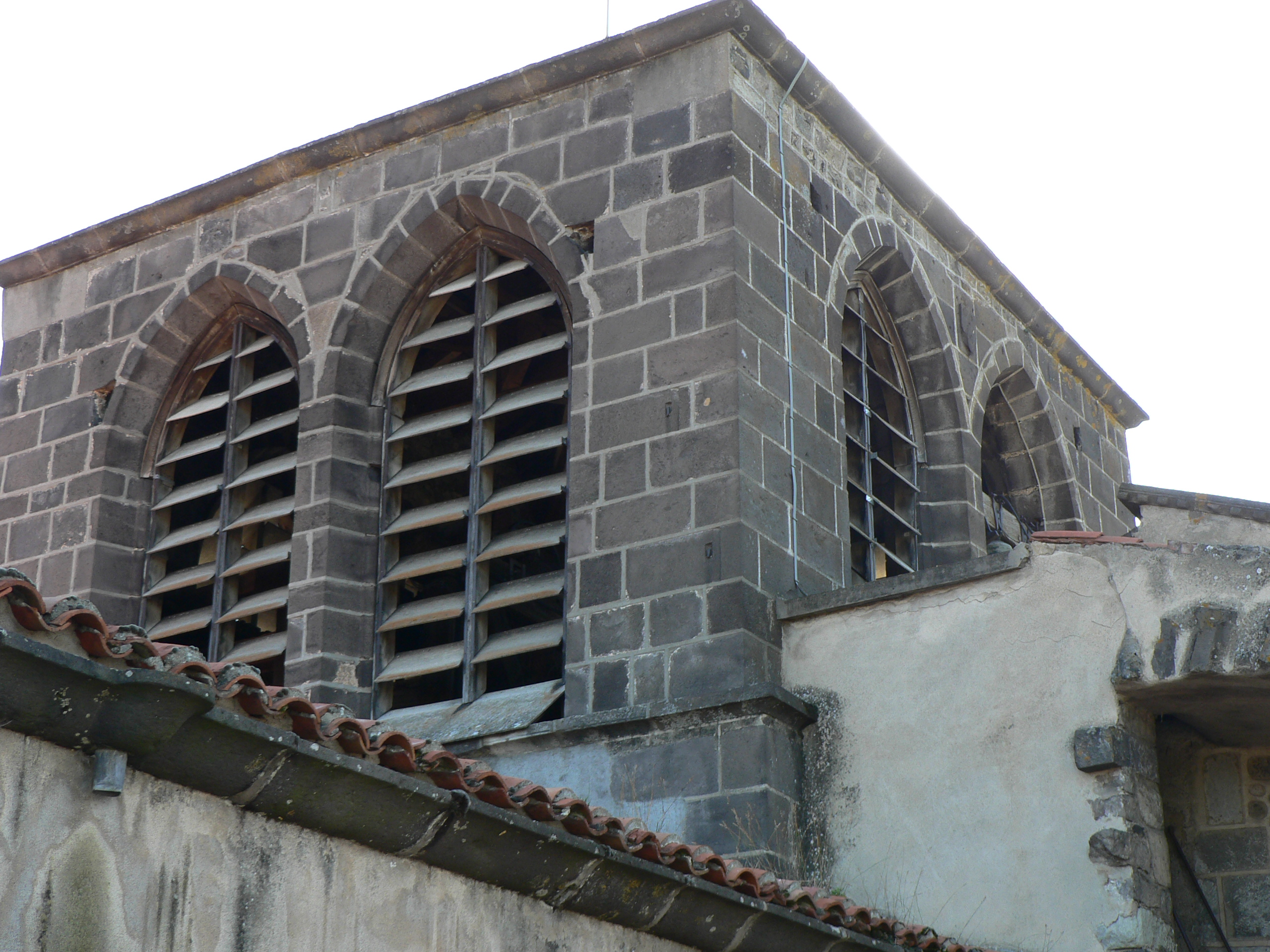
Clocher gothique, dernier étage reconstruit sur la tour-porche occidentale préromane (6)

Raymond de Marcenat fit également réparer le prieuré conventuel Saint-Priest de Volvic, dépendant de l'abbaye de Mozac.

## Héraldique
Le blason de Raymond de Marcenat reprend celui du village de Marcenat dont sa famille provient : De gueules au chevron d'or accompagné de trois roses d'argent et d'or. La fontaine du village de Marcenat (Cantal) possède le même blason.
Le blason de l'abbé témoigne de son action de commanditaire puisqu'il le plaça une trentaine de fois dans les parties reconstruites de l'édifice.

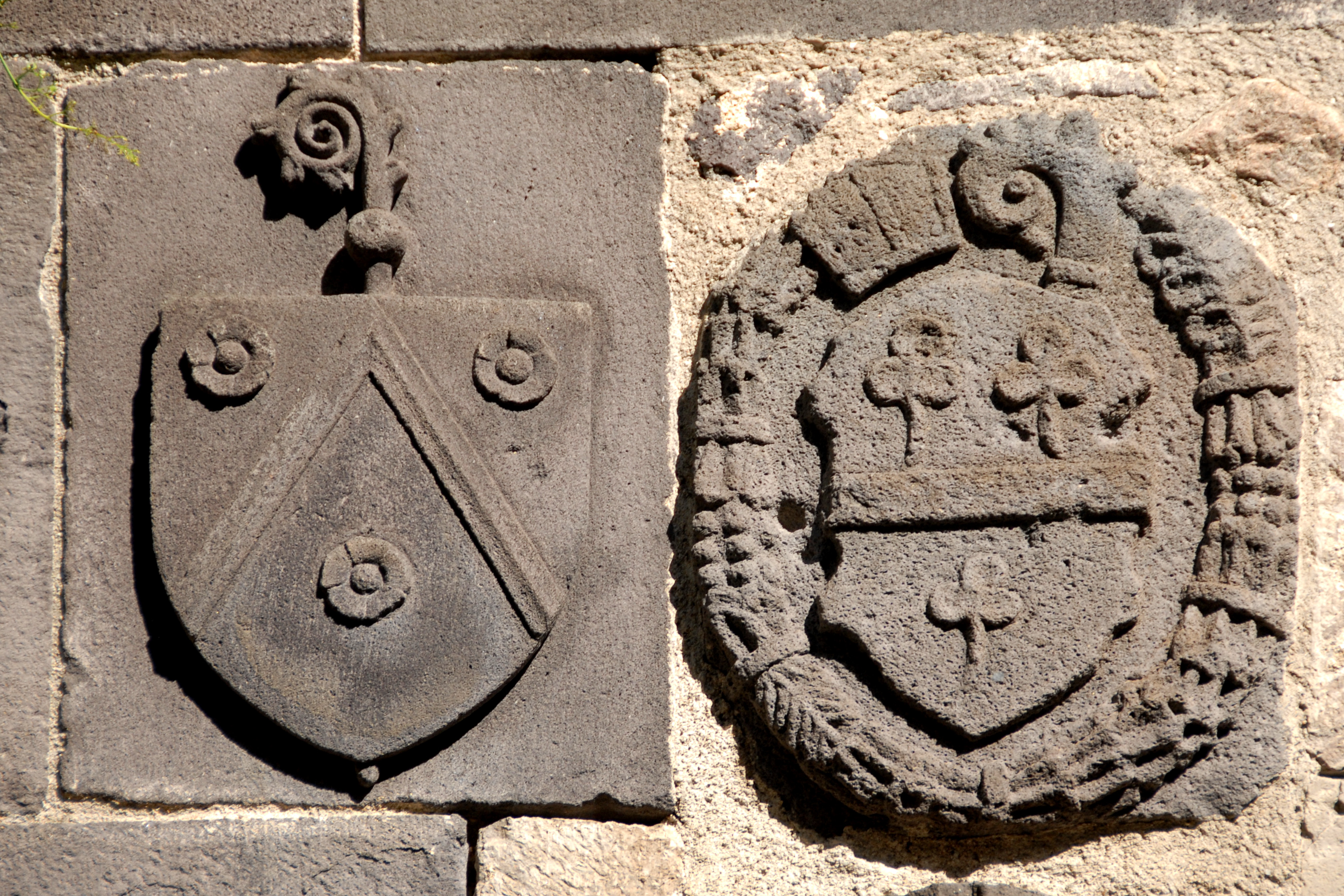
Blasons sculptés en pierre de Volvic de l'abbé Marcenat (à gauche) et des abbés Duprat (à droite) au-dessus d'une porte murée entre le bas-côté sud de l'église et le cloître[7].
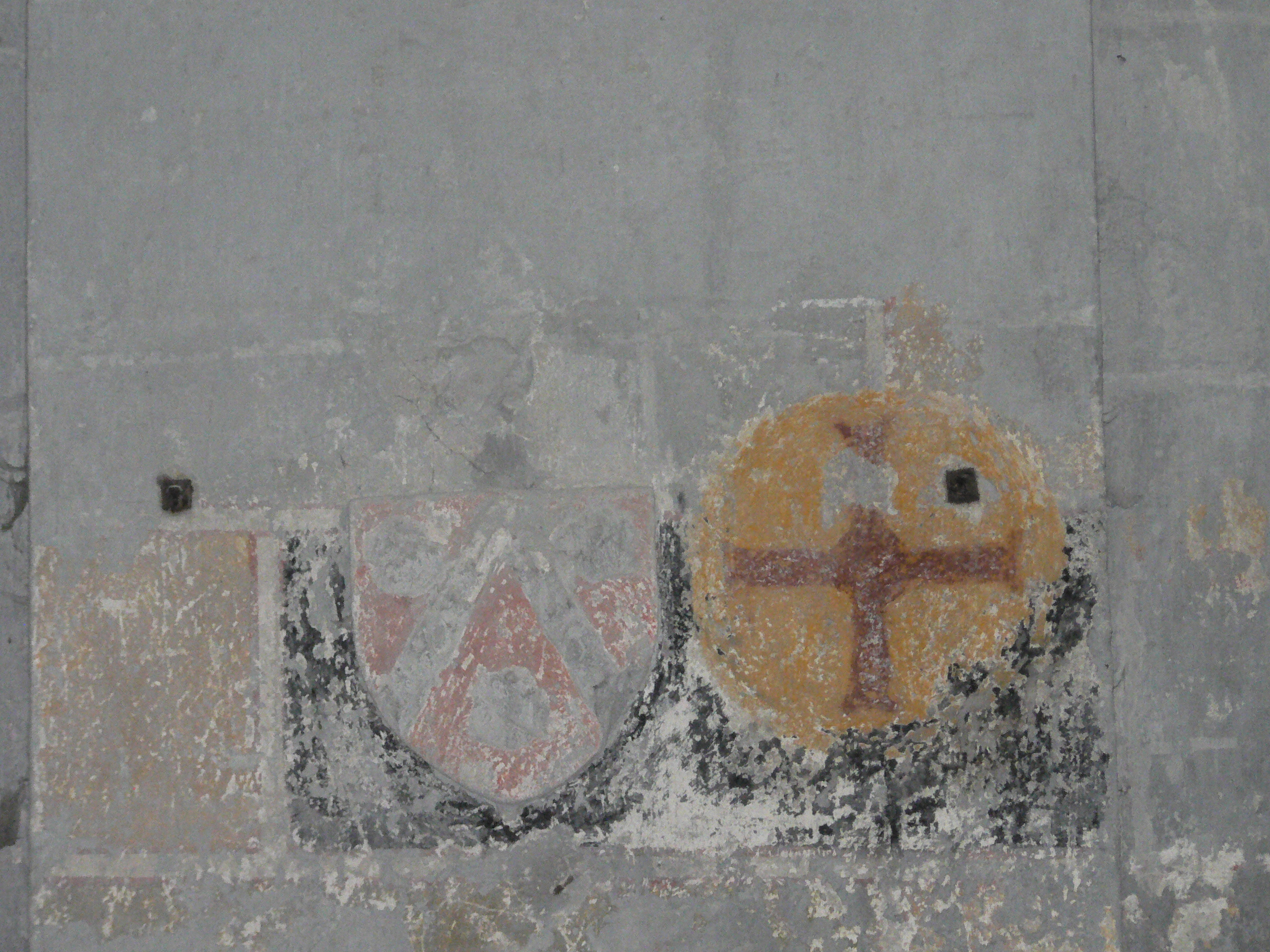
Blason de Raymond de Marcenat à côté d'une croix de consécration sur un pilier de la nef
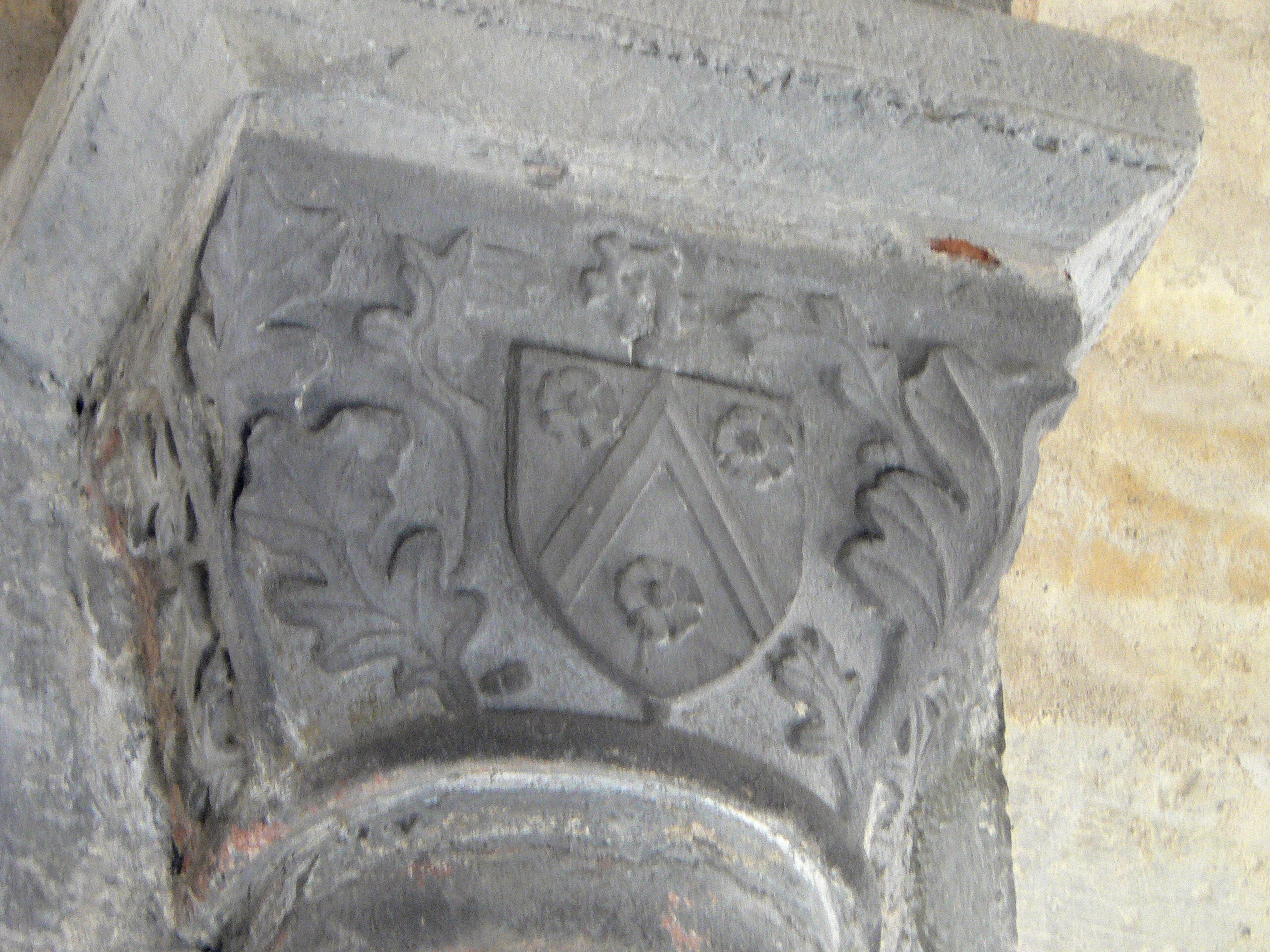
Blason sur un des chapiteaux en pierre de Volvic sculpté pour la restauration du bas-côté sud de l'église.